# Jenny Cooper
Jenny Cooper (Toronto, 11 novembre 1975) è un'attrice canadese naturalizzata statunitense.

## Biografia
Jenny Cooper nata l'11 novembre 1975, è un'attrice canadese. Ha fatto il suo debutto professionale nel 1995 come star della serie Molly nella serie televisiva canadese Jake and the Kid  come la serie regolare Molly, ha continuato a recitare nella serie Showtime Fast Track , ed è successivamente stata guest star in numerosi spettacoli tra cui Monk , Scandal , Ai confini della realtà e CSI Miami .  Cooper ha anche recitato nella miniserie The Feast of All Saints . Cooper ha anche interpretato il chirurgo traumatologico Jane Blake nel dramma televisivo del 2015 Open Heart . 

### Carriera
Ha iniziato a recitare quando aveva undici anni, per poi esordire nel 1995 nella serie TV Jake and the Kid.
Dal 2019 interpreta il ruolo di Joey Barnes nella serie TV Virgin River, in cui è la sorella della protagonista Mel.

### Vita privata
Nata a Toronto, è cresciuta a Key Biscayne in California.
Dal 2008 è sposata con Daniel Cooper, da cui ha avuto tre figli.

## Filmografia

### Cinema
- Sì lo voglio, credo (I Think I Do), regia di Dylan Pearce (2013)

### Televisione
- Jake and the Kid - serie TV, 14 episodi (1995-1999)
- Fast Track - serie TV, 22 episodi (1997-1998)
- Detective Monk - serie TV, episodio 1x02 (2002)
- Doc - serie TV, 2 episodi (2003-2004)
- Mutant X - serie TV, episodio 2x18 (2003)
- 24 - serie TV, 4 episodi (2006)
- Ghost Whisperer - Presenze (Ghost Whisperer) - serie TV, episodio 2x22 (2007)
- Close to Home - Giustizia ad ogni costo (Close to Home) - serie TV, episodio 2x21 (2007)
- CSI: Miami - serie TV, episodio 10x11 (2011)
- Scandal - serie TV, episodio 1x06 (2012)
- Last Resort - serie TV, episodio 1x02 (2012)
- NCIS - Unità anticrimine (NCIS) - serie TV, episodio 10x08 (2012)
- Open Heart - serie TV, 12 episodi (2015)
- Bones - serie TV, episodio 10x17 (2015)
- Grey's Anatomy - serie TV, episodio 12x01 (2015)
- CSI: Cyber - serie TV, episodio 2x04 (2015)
- Rizzoli & Isles - serie TV, episodio 7x04 (2016)
- Exposed - serie TV, 7 episodi (2017)
- Virgin River - serie TV, 28 episodi (2019-2024)
- MacGyver - serie TV, episodio 5x07 (2021)

## Doppiatrici italiane
Nelle versioni in italiano delle opere in cui ha recitato, Jenny Cooper è stata doppiata da:
- Monica Migliori in Ghost Whisperer - Presenze, Rizzoli & Isles
- Elena Morara in CSI: Miami
- Elena Canone in Sì lo voglio, credo
- Michela Alborghetti in Last Resort
- Stella Gasparri in NCIS - Unità anticrimine
- Cristina Giolitti in Scandal
- Gilberta Crispino in Bones
- Irene Di Valmo in Grey's Anatomy
- Georgia Lepore in Virgin River (st. 1-4, 6)
- Micaela Incitti in Virgin River (st. 5)